# KkStB 110
| kkStB 110 / kkStB 110.5 / SB 110 / KsOd Ip BBÖ 110 / BBÖ 110.5 / ČSD 354.9 / ČSD 365.3 DR 35.0 / JDŽ 110 | kkStB 110 / kkStB 110.5 / SB 110 / KsOd Ip BBÖ 110 / BBÖ 110.5 / ČSD 354.9 / ČSD 365.3 DR 35.0 / JDŽ 110 | kkStB 110 / kkStB 110.5 / SB 110 / KsOd Ip BBÖ 110 / BBÖ 110.5 / ČSD 354.9 / ČSD 365.3 DR 35.0 / JDŽ 110 |
| --- | --- | --- |
| kkStB 110.01                                                                                             | | |
| KsOd Ip 301                                                                                              | | |
| | 110 | 110.5 |
| Nummerierung:                                                                                            | 110.01–12, 15–18                                                                                         | 110.500–518                                                                                              |
| Anzahl:                                                                                                  | 16 | 19 |
| Hersteller:                                                                                              | Floridsdorf                                                                                              | Floridsdorf, Wr. Neustadt                                                                                |
| Baujahr(e):                                                                                              | 1905–1907                                                                                                | 1906–1909                                                                                                |
| Bauart:                                                                                                  | 1'C1' n4v                                                                                                | 1'C1' t4v                                                                                                |
| Höchstgeschwindigkeit:                                                                                   | 80 km/h                                                                                                  | 80 km/h                                                                                                  |
| Zylinderdurchmesser:                                                                                     | 370/630 mm                                                                                               | 370/630 mm                                                                                               |
| Kolbenhub:                                                                                               | 720 mm                                                                                                   | 720 mm                                                                                                   |
| Treibraddurchmesser:                                                                                     | 1.820 mm                                                                                                 | 1.820 mm                                                                                                 |
| Laufraddurchmesser:                                                                                      | 1.034 mm                                                                                                 | 1.034 mm                                                                                                 |
| Gesamtradstand:                                                                                          | 9.490 mm                                                                                                 | 9.490 mm                                                                                                 |
| Radstand mit Tender:                                                                                     | 14.976 mm                                                                                                | 14.976 mm                                                                                                |
| Anzahl der Heizrohre:                                                                                    | 282 | 282 |
| Heizrohrlänge:                                                                                           | 5.572 mm                                                                                                 | 5.200 mm                                                                                                 |
| Rohrheizfläche:                                                                                          | 242,0 m²                                                                                                 | 224,2 m²                                                                                                 |
| Strahlungsheizfläche:                                                                                    | 13,0 m²                                                                                                  | 13,7 m²                                                                                                  |
| Rostfläche:                                                                                              | 3,7 m²                                                                                                   | 3,67 m²                                                                                                  |
| Kesselüberdruck:                                                                                         | 15 atm                                                                                                   | 15 atm                                                                                                   |
| Dienstmasse:                                                                                             | 69,1 t                                                                                                   | 71,1 t                                                                                                   |
| Reibungsmasse:                                                                                           | 42,9 t                                                                                                   | 44,1 t                                                                                                   |
| Länge | 14.584 mm                                                                                                | 14.584 mm                                                                                                |
| Länge mit Tender: (156)                                                                                  | 18.048 mm                                                                                                | 18.048 mm                                                                                                |
| Höhe: | 4.570 mm                                                                                                 | 4.570 mm                                                                                                 |
| Tenderreihe:                                                                                             | 9, 56, 156, 256, 76, 86                                                                                  | 9, 56, 156, 256, 76, 86                                                                                  |
| Wasser:                                                                                                  | 16 m³ | 16 m³ |
| Brennstoff:                                                                                              | 6,8 m³                                                                                                   | 6,8 m³                                                                                                   |

Die kkStB 110 waren Schnellzug-Schlepptenderlokomotivreihe der k.k. österreichischen Staatsbahnen (kkStB), der Kaschau-Oderberger Bahn (KsOd) und der Südbahngesellschaft (SB).
Da die Reihe 9 kein wirklicher Erfolg war, entwarf Karl Gölsdorf eine viel stärkere 1'C1'-Lokomotive mit Vierzylinder-Verbundtriebwerk.
Durch extreme Gewichtsersparnis gelang es ihm, eine 1400 bis 1500 PS starke Lokomotive mit weniger als 70 t Gewicht und einem Radstand von 14,976 m mit Tender zu entwerfen, die es gestattete, die Maschinen auf den 16-m-Drehscheiben zu wenden.
Allerdings bedingte das, eine Schräglage der außen liegenden Niederdruckzylinder in Kauf zu nehmen.
Die über den Treibrädern gewölbten Umlaufbleche und der im dritten Schuss konisch erweiterte Kessel gaben den Lokomotiven ihr spezielles, elegantes Aussehen,
das noch durch den glatten, mit keinen Leitungen verunzierten Kessel unterstrichen wurde.
Diese Konstruktion behielt Gölsdorf auch bei den folgenden Reihen 210, 10 und 310 bei.
Die Lokomotivfabrik Floridsdorf lieferte von 1905 bis 1907 16 Stück (110.01–12, 15–18) dieser Reihe an die kkStB.
Von 1907 bis 1909 wurden 19 Stück mit Dampftrockner Bauart Clench gebaut und als Reihe 110.5 bezeichnet.
Die beiden erstgelieferten Dampftrocknermaschinen wurden zunächst als 110.13–14 eingeordnet, später aber als 110.500–501 bezeichnet.
Sechs davon wurden von der Wiener Neustädter Lokomotivfabrik geliefert.
Der Dampftrockner erbrachte allerdings nicht die gewünschte Wirkung.
Da er außerdem die Wartungskosten erhöhte, wurde er später wieder demontiert.
Mit den 110ern konnte erstmals die Strecke Wien–Salzburg ohne Lokwechsel befahren werden.
Eingesetzt wurden die 110er auf der Westbahn, der Franz-Josefs-Bahn, der Wocheinerbahn und auf der Tauernbahn.
Die Südbahngesellschaft (SB) beschaffte 14 Stück dieser Reihe, geliefert von Floridsdorf, davon fünf mit Dampftrockner, von 1906 bis 1909, die in Marburg stationiert wurden.
1908 nahm auch die Kaschau-Oderberger Bahn (KsOd) 18 Lokomotiven nach dem Muster der 110er in ihren Bestand auf, die von der MÁVAG, der Lokomotivfabrik Floridsdorf und der Wiener Neustädter Lokomotivfabrik geliefert wurden.
Sie erhielten die Reihenbezeichnung Ip und wurden in Sillein stationiert.
Von den 110ern unterschieden sie sich durch die in Ungarn gebräuchliche kegelförmige Rauchkammertür.
Nach dem Ersten Weltkrieg kamen die kkStB-Maschinen zur BBÖ, die Südbahnloks nach Jugoslawien, wo sie zunächst als SHS 110.1301–1314 und ab 1933 als JDŽ 110-001–014 bezeichnet wurden (diese Reihe wurde 1948 an frühere BBÖ 409 erneut vergeben), und die Lokomotiven der KsOd zur ČSD, die sie als Reihe 354.9 einordnete.
Von 1929 bis 1938 baute die ČSD ihre Maschinen in Heißdampf-Zwillingslokomotiven um.
Dabei wurde die vordere Laufachse nach vorne verschoben und der Zylinderblock horizontal angeordnet.
Die Rauchkammertür erhielt einen Zentralverschluss nach ČSD-Muster.
Die Höchstgeschwindigkeit konnte auf 90 km/h angehoben werden, womit sich eine Umzeichnung zu 365.3 ergab.
Die umgebauten Lokomotiven bewährten sich so gut, dass sie erst 1968 ausgemustert wurden.
Von den österreichischen 110ern kamen 1938 noch fünf Stück zur Deutschen Reichsbahn, die sie als Baureihe 35.0 einordnete.
Diese fünf Maschinen überlebten auch den Zweiten Weltkrieg und wurden bis 1952 von den ÖBB ausgeschieden.